# Paul Leutwein
Paul Leutwein (* 26. April 1882 in Berlin; † 1956 ebenda) war ein deutscher Publizist und Schriftsteller.

## Leben
Der Sohn des Gouverneurs von Deutsch-Südwestafrika, Theodor Leutwein, trat 1901 aus dem Kadettenkorps in ein badisches Infanterieregiment ein. Zwei Jahre später ließ er sich beurlauben, um seinen Vater in Deutsch-Südwestafrika zu besuchen. In dieser Zeit brach der Hererokrieg aus und er meldete sich als Kriegsfreiwilliger zu den Schutztruppen. Als Zugführer war er in der 2. Feldkompanie unter Hauptmann Victor Franke tätig und an den Gefechten von Okahandja, Omaruru, Otjihaenamaparero und Onganjira beteiligt. Nach einer Erkrankung hielt er sich überwiegend in der Umgebung seines Vaters in Windhoek auf. 1904 kehrte er nach dessen Amtsenthebung mit ihm nach Deutschland zurück.
Weil er sich gesundheitlich nicht mehr in der Lage fühlte, dem Militärdienst nachzukommen, nahm er 1908 seinen Abschied von der Armee. Er heiratete und studierte Jura und Nationalökonomie. 1908 unternahm er eine Reise durch Frankreich, 1909 durch Italien, daran anschließend eine Mittelmeerreise. 1911 promovierte er zum Doktor der Staatswissenschaften in Berlin. 1912 bereiste er Deutsch-Ostafrika, den Sudan und Ägypten.
Im Ersten Weltkrieg wurde er aufgrund seiner Invalidität nicht zum Kriegsdienst eingezogen; er wurde aber zum Vaterländischen Dienst in den besetzten russischen Gebieten verpflichtet. 1918 bis 1919 kämpfte er im Verband des Freikorps Lützow gegen die Spartakisten in Berlin. 1926 folgte eine zweite Mittelmeerreise mit anschließendem Aufenthalt in Ägypten, Sudan und Abessinien.
In den 1920er und 1930er Jahren trat er durch publizistische und politische Tätigkeit in Erscheinung; er war auch Mitarbeiter verschiedener Verlage und wissenschaftlicher Institute. 1931 gründete er den Kolonialen Volksbund. Als politischer Redner setzte er sich für die Deutschnationale Volkspartei ein. In der Zeit des Nationalsozialismus machte er sich aufgrund seiner kritischen Haltung gegenüber der nationalsozialistischen Kolonialpropaganda unbeliebt. 1936 wurde der Koloniale Volksbund aufgelöst, und als er sich weigerte, der Reichsschrifttumskammer beizutreten, erhielt er Berufsverbot. Sein letztes Werk Das deutsche Afrika und seine Zukunft (1936) wurde eingestampft.

## Publikationen
- Meine Erlebnisse im Kampfe gegen die Hereros, in: Mit der Schutztruppe durch Deutsch-Afrika. Bearbeitet von Simplex africanus (Deutsch-Süd-West-Afrika), Leutnant Laasch (Kamerun und Togo), Hauptmann Leue (Deutsch-Ost-Afrika). Nebst einem Anhang: Meine Erlebnisse im Kampf gegen die Hereros. Von P. Leutwein, Minden i. W. 1905, S. 171–195.
- „Du weitest deine Brust, der Blick wird freier.“ Kriegs- und Wanderfahrten in Südwest, Berlin 1909.
- Afrikanerschicksal. Gouverneur Leutwein und seine Zeit, Stuttgart; Berlin; Leipzig 1929.
- Kämpfe um Afrika. 6 Lebensbilder, Lübeck 1936.
- Omaruru, in: Langsdorff, Werner von (Hrsg.): Deutsche Flagge über Sand und Palmen. 53 Kolonialkrieger erzählen, Gütersloh 1936, S. 94–102.
- Kampf um die Onjatiberge. Gouverneur Leutweins letzter Feldzug. Tatsachenbericht aus dem Hererokrieg (Kolonial-Bücherei. Erlebnisse und Abenteuer tapferer, wagemutiger Deutscher in unseren Kolonien, in fernen Ländern und auf fernen Meeren, Heft 37), Berlin 1941.
- Hereros zu den Waffen. Niederwerfung der Aufstände in Deutsch-Südwestafrika im Jahre 1904 (Kolonial-Bücherei. Erlebnisse und Abenteuer tapferer, wagemutiger Deutscher in unseren Kolonien, in fernen Ländern und auf fernen Meeren, Heft 44), Berlin 1941.
- Kesseltreiben am Waterberg. Tatsachenbericht über die Hererokriege in Deutsch-Südwestafrika (Kolonial-Bücherei. Erlebnisse und Abenteuer tapferer, wagemutiger Deutscher in unseren Kolonien, in fernen Ländern und auf fernen Meeren, Heft 66), Berlin 1941.